# Peep Show (album)
Pour les articles homonymes, voir Peep show (homonymie).
Albums de La Muerte
And the Mystery Goes On...
(1985) Every Soul By Sin Oppressed
(1987)
Peep Show, sorti en 1986, est le troisième EP du groupe belge La Muerte. Premier enregistrement du groupe en public.

## L'album
Dernier album avec le batteur Alain Rondos.

Enregistré en public à Bruxelles. Lucifer Sam est un enregistrement studio.

Tous les titres ont été composés par les membres du groupe à l'exception de Lucifer Sam de Pink Floyd et Blues, Heaven or Hell, paroles de Michael Leahy.

## Les musiciens
- Marc du Marais : voix
- Dee-J : guitare
- Sisco de la Muerte : basse
- Alain Rondos : batterie

## Liste des titres
1. 976.2626
2. Evil Land
3. Motor Gang
4. Blues, Heaven or Hell
5. Lucifer Sam - 4 min 09 s

## Informations sur le contenu de l'album
- Les 4 premiers titres ont été enregistrés en public à La Gaîté, à Bruxelles, pour l'émission Music Box de la RTBF, présentée par Ray Cokes.
- 976.2626, Motor Gang et Lucifer Sam sont des inédits ; la version originale de Evil Land vient de The Surrealist Mystery et celle de Blues, Heaven or Hell de And the Mystery Goes On....
- Lucifer Sam : reprise de Pink Floyd tirée de l'album The Piper at the Gates of Dawn (1967).